# 粗糙彎貝介
粗糙彎貝介（学名：Loxoconcha tumulosa）为彎貝介科彎貝介屬下的一个种。